# 粉红蛀船蛤
粉红蛀船蛤（学名：Xylophaga rikuzenica），是海螂目蛀木蛤科蛀木蛤属的一种。主要分布于韩国、台湾，常栖息在浅海珊瑚礁、岩石底。